# Så ska vi cykla
Så ska vi cykla är en svensk kortfilm från 1951 med regi och manus av Margaretha Rosencrantz. Den producerades av AB Svensk Filmindustri som en skolfilm i syfte att utbilda ungdomar i hur man på ett adekvat sätt cyklar. Medverkande skådespelare var Sigge Fürst, Siv Thulin och Walter Sarmell.

## Rollista
- Sigge Fürst – pappa
- Siv Thulin – mamma
- Walter Sarmell – cykelreparatören